# Paul César Helleu
Paul César Helleu   (Gwened, 17 de desembre de 1859 - 7è districte de París, 23 de març de 1927) va ser un pintor francès a l'oli, artista del pastel, gravador de punta seca i dissenyador, conegut sobretot pels seus nombrosos retrats de belles dones de la societat de la Belle Époque. També va concebre el mural del sostre de les constel·lacions del cel nocturn per a la Grand Central Terminal de la ciutat de Nova York. També va ser pare de Jean Helleu i avi de Jacques Helleu, ambdós directors artístics de Parfums Chanel.

## Biografia

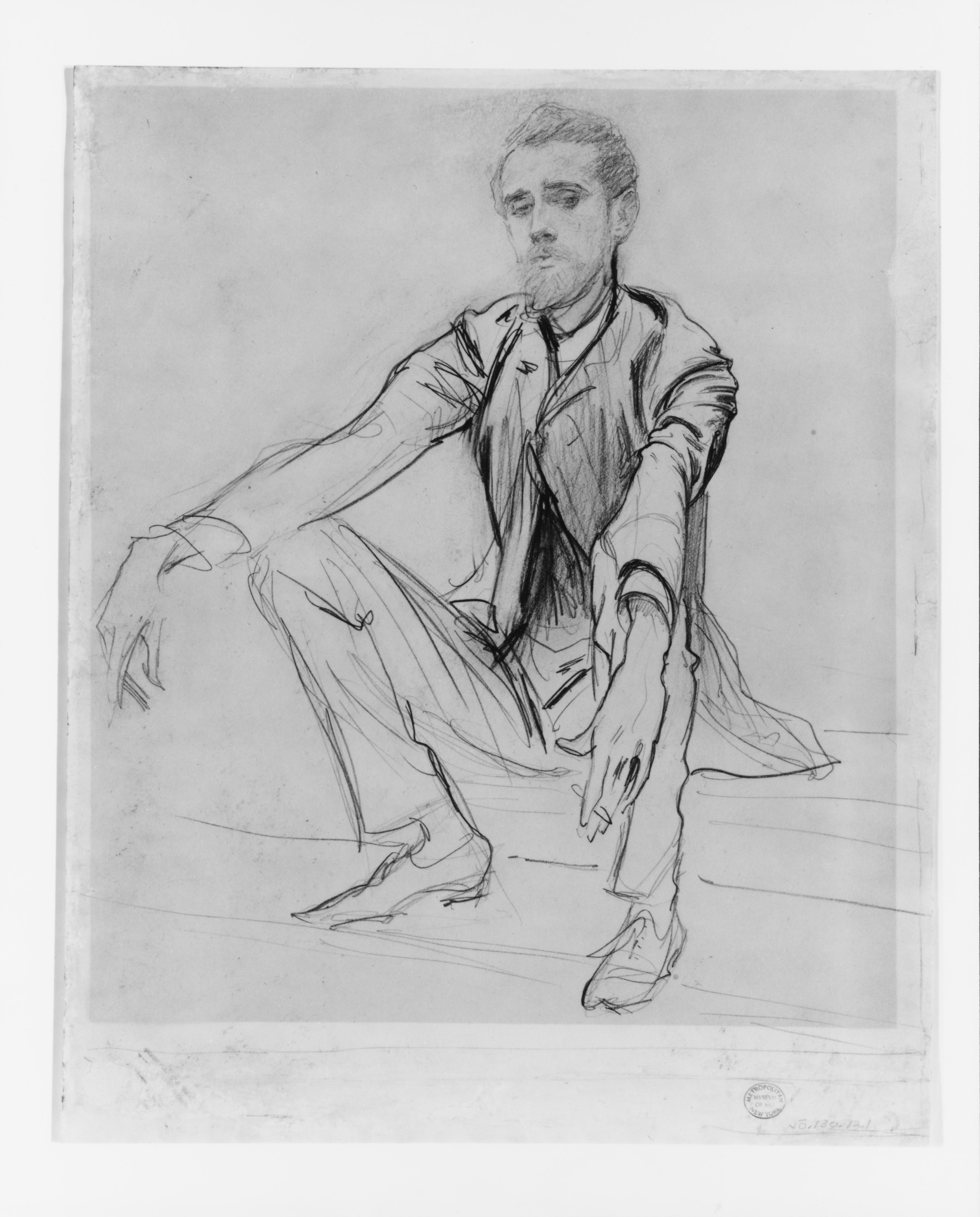
Dibuix de Helleu de John Singer Sargent de principis de la dècada de 1880. Sargent estimava aquest càlid dibuix del seu amic de tota la vida i el va penjar al menjador del seu apartament de París.

Paul César Helleu va néixer a Gwened, Bretanya, França. El seu pare, que era inspector de duanes, va morir quan Helleu era adolescent. Tot i l'oposició de la seva mare, va anar a París i va estudiar al Liceu Chaptal. El 1876, a 16 anys, va ingressar a l'École des Beaux-Arts, començant la formació acadèmica en art amb Jean-Léon Gérôme. Helleu va assistir a la Segona Exposició Impressionista el mateix any i va adquirir els primers coneixements de John Singer Sargent, James McNeill Whistler i Claude Monet. El va sorprendre la seva moderna i atrevida tècnica alla prima i les escenes a l'aire lliure, tan allunyades de l'estudi. Després de graduar-se, Helleu va treballar a l'empresa Théodore Deck Ceramique Française pintant a mà fines plaques decoratives. En aquest mateix moment, va conèixer Giovanni Boldini, un retratista amb un estil fàcil, que es va convertir en mentor i company, i va influir fortament en el seu futur estil artístic.

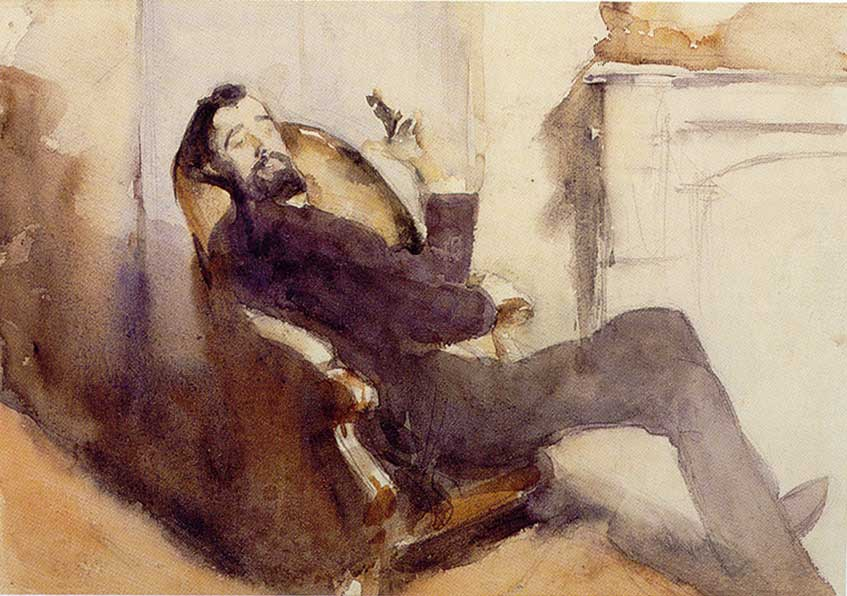
Paul Helleu (aquarel·la), John Singer Sargent, c. 1882-1885

Quan tenia 18 anys, Helleu va establir una estreta amistat amb John Singer Sargent, quatre anys més gran. Sargent, ja establert, rebia encàrrecs pel seu treball. Helleu no havia venut res i es va desanimar profundament fins al punt d'abandonar els seus estudis. Quan Sargent va sentir això, va anar a veure Helleu i va escollir un dels seus quadres, elogiant la seva tècnica. Afalagat que Sargent lloés la seva obra, es va oferir a donar-li-la. Sargent va respondre: "Acceptaré de bon grat això, Helleu, però no com a regal. Venc les meves pròpies imatges i sé el que em costen. maig hauria de gaudir d'aquest pastel si no t'hagués pagat un preu just i honest per això ". Amb això, li va pagar un bitllet de mil francs.

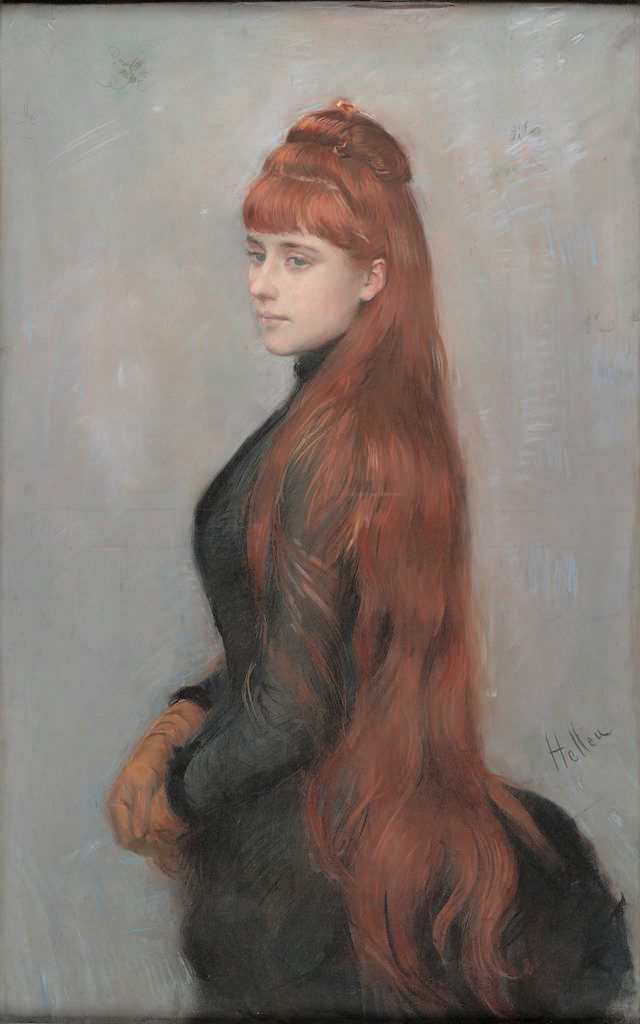
Retrat d'Alice Guérin, futura esposa d'Helleu

Helleu va rebre l'encàrrec el 1884 de pintar un retrat d'una jove anomenada Alice Guérin (1870 – 1933). Es van enamorar i es van casar el 28 de juliol de 1886. Al llarg de la seva vida junts, va ser la seva model favorita. Encantadora, refinada i elegant, va ajudar-lo a presentar-se als cercles aristocràtics de París, on es van convertir en personatges populars.

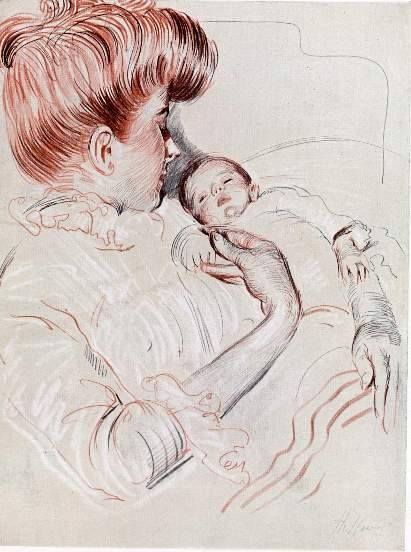
Helleu - Berceuse

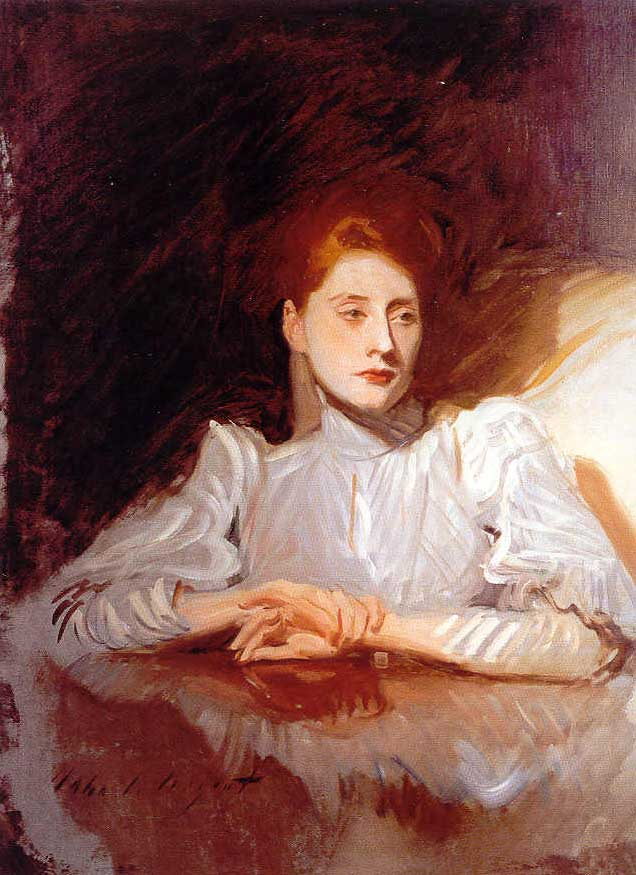
Madame Helleu, John Singer Sargent, c. 1889

En un viatge a Londres amb Jacques-Émile Blanche el 1885, Helleu es va reunir de nou amb Whistler i va visitar altres artistes destacats. La seva introducció a James Jacques Tissot, un experimentat pintor de la societat de França que va fer la seva carrera a Anglaterra, va resultar una revelació. A Tissot, Helleu va veure, per primera vegada, les possibilitats de gravat de punt sec amb un llapis de punta de diamant directament sobre una placa de coure. Helleu es va convertir ràpidament en un virtuós de la tècnica, dibuixant amb la mateixa llibertat dinàmica i sofisticada amb el seu llapis òptic que amb els seus pastels. Al llarg de la seva carrera, Helleu va produir més de 2.000 impressions de punta seca.
Aviat, Helleu va mostrar obres amb gran èxit a diverses galeries. Edgar Degas el va animar a presentar quadres a la Vuitena Exposició Impressionista el maig i juny de 1886. L'espectacle es va instal·lar en un apartament de París al carrer Laffitte, 1, que es va desenvolupar simultàniament amb el Saló oficial aquell any. Tot i que 17 artistes es van unir a la famosa exposició que incloïa les primeres obres neoimpressionistes, Helleu, com Monet, es va negar a participar-hi.

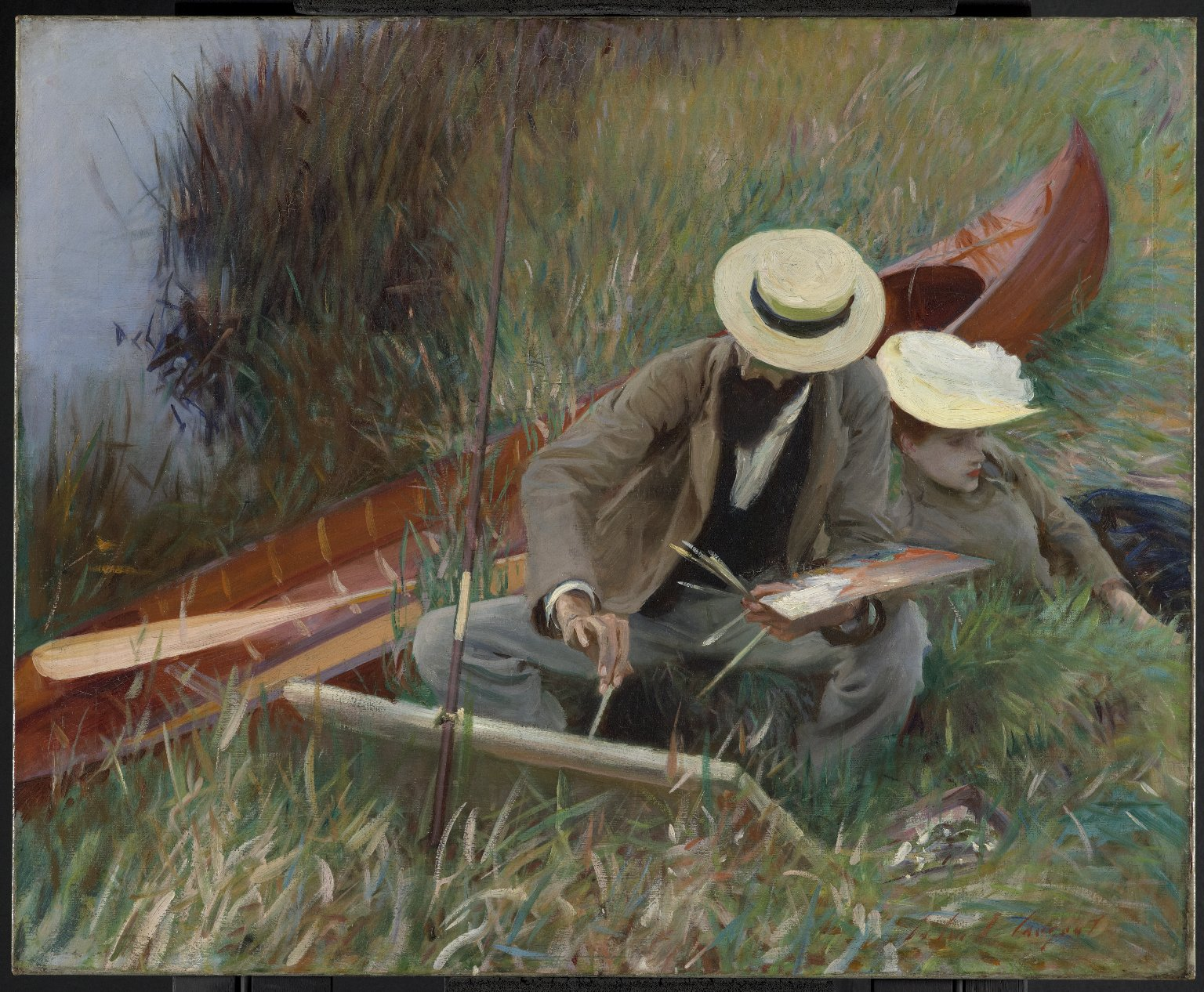
Paul Helleu Sketching with His Wife (1889), de John Singer Sargent, Museu de Brooklyn, Nova York

El 1886, Helleu va fer amistat amb Robert de Montesquiou, el poeta i esteta, que va comprar sis dels seus gravats per afegir-los a la seva col·lecció. Posteriorment, Montesquiou va escriure un llibre sobre Helleu que es va publicar el 1913 amb reproduccions de 100 impressions i dibuixos seus. Aquest volum continua sent la biografia definitiva d'Helleu. Montesquiou va introduir Helleu als salons literaris parisencs, on va conèixer Marcel Proust, de qui també es va fer amic. Proust va crear un quadre literari d'Helleu a la seva novel·la A la recerca del temps perdut com a pintor Elstir. (Més tard, Helleu va gravar un conegut retrat de Proust al llit de mort.) La cosina de Montesquiou, la comtessa Greffulhe, va permetre a Helleu ampliar la seva carrera com a retratista a dones elegants dels més alts rangs de la societat parisenca, retrats que proporcionen la base de la seva reputació moderna. Entre els seus súbdits hi havia la duquessa de Marlborough, la Marchesa Casati, Belle da Costa Greene, Louise Chéruit i Helena Rubinstein.

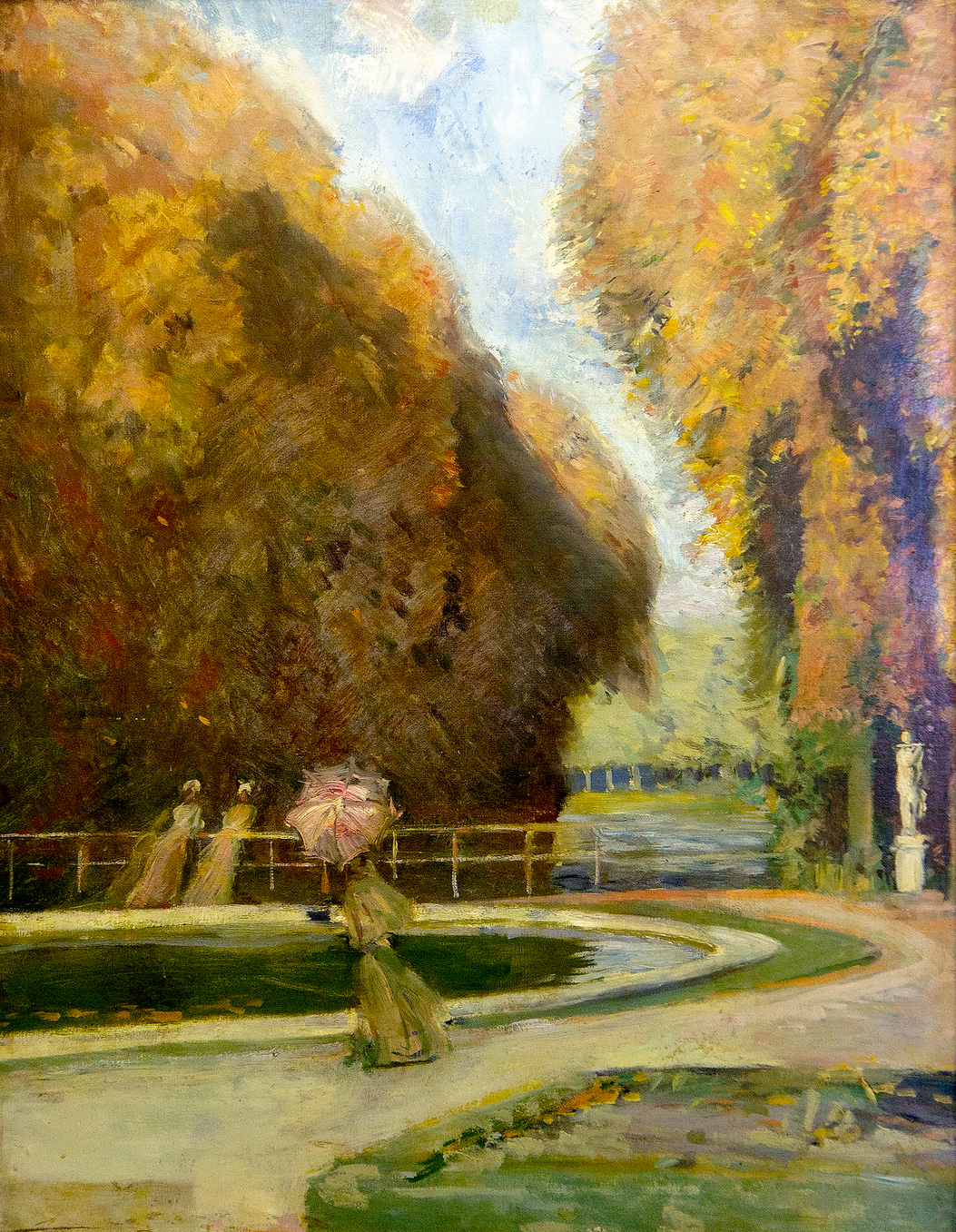
Paul Helleu 1908c Trois femmes dans le parc de Versailles

A la recerca d'una nova inspiració, Helleu va iniciar una sèrie de pintures i estampats en color de catedrals i vitralls el 1893, seguits d'estudis florals i paisatges dels parcs de Versalles. Helleu va començar a navegar, posseint quatre iots al llarg de la seva vida. Els vaixells, les vistes al port, la vida al port de Deauville i les dones amb la seva vestimenta costanera de moda es van convertir en objectes de moltes obres vives i animades.

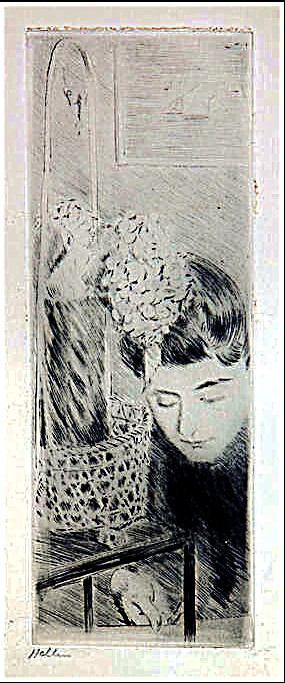
Femme avec hortensias, vers 1897-1898. Museu Bonnat

El 1904, Helleu va rebre la Legió d'Honor i es va convertir en un dels artistes més famosos de l'època eduardiana tant a París com a Londres. Va ser membre honorari d'importants societats de belles arts, inclosa la Societat Internacional de Pintors, Escultors i Gravadors, dirigida per Auguste Rodin, i la Société Nationale des Beaux-Arts.

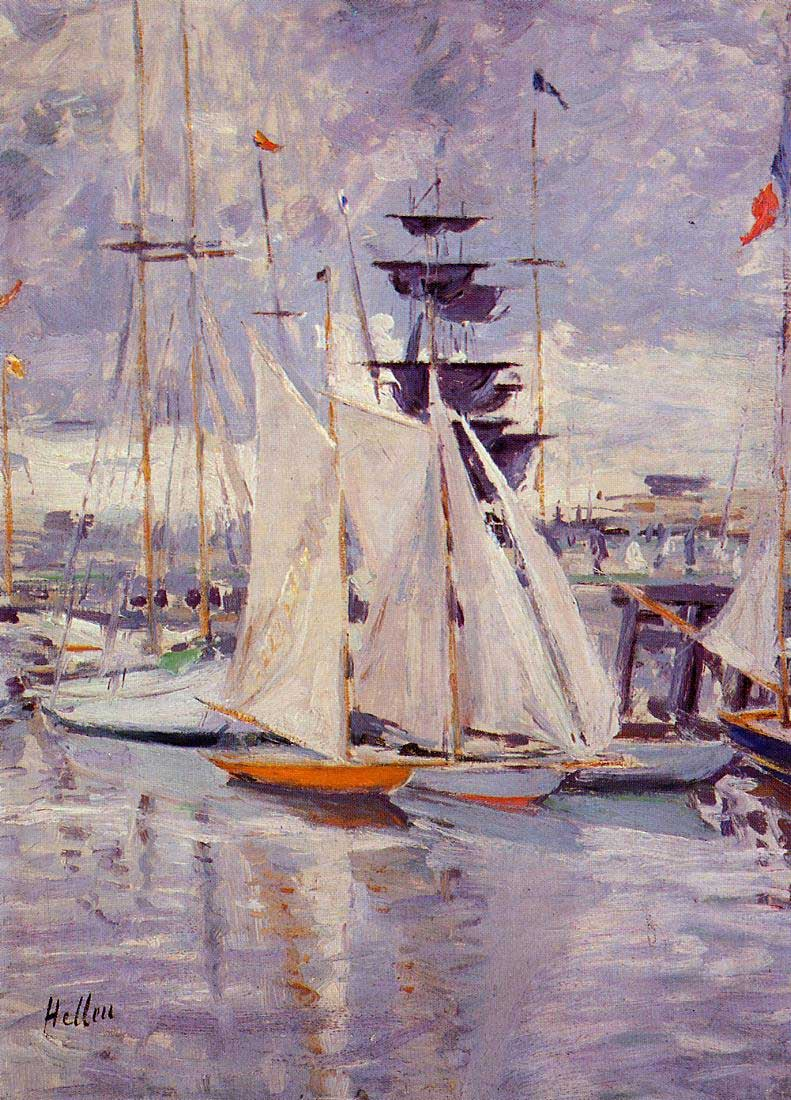
Helleu - El port de Deauville

En el seu segon viatge als Estats Units el 1912, Helleu va rebre l'encàrrec de dissenyar la decoració del sostre a la Grand Central Terminal de la ciutat de Nova York. Es va decidir per un mural d'un cel nocturn verd-blau cobert pels signes estrellats del zodíac que creuen la Via Làctia. Tot i que l'disseny astrològic era molt admirat, el sostre es va cobrir a la dècada de 1930. Es va restaurar completament el 1998.
Helleu va fer el seu darrer viatge a Nova York el 1920 per fer una exposició de la seva obra, però es va adonar que la Belle Époque havia acabat. Es va sentir fora de joc i, poc després del seu retorn a França, va destruir gairebé totes les seves plaques de coure i es va retirar a la vida familiar. Mentre planejava una nova exposició amb Jean-Louis Forain, va morir el 1927 amb 67 anys de peritonitis després d'una cirurgia a París.
Entre molts dels seus amics hi havia Coco Chanel, que va escollir el beix com a color de la seva marca segons el seu consell: el color de la sorra a la platja de Biarritz a primera hora del matí. Tant el seu fill Jean Helleu com el seu net Jacques Helleu es van convertir en directors artístics de Parfums Chanel.

## Retrats en pastel

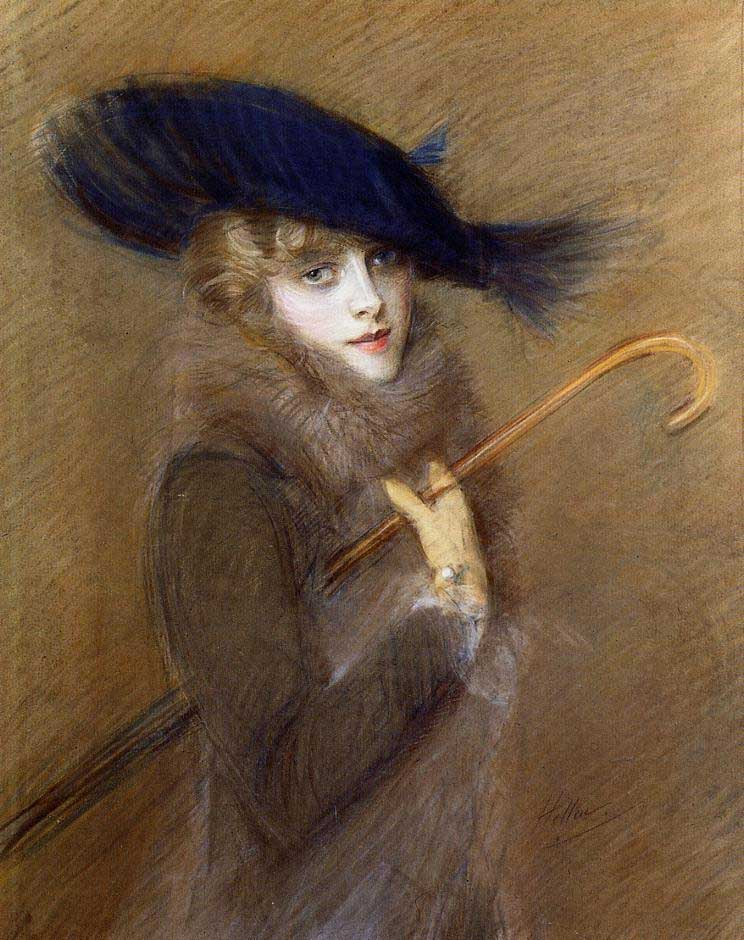
Peggy Letellier, pastel, 1905
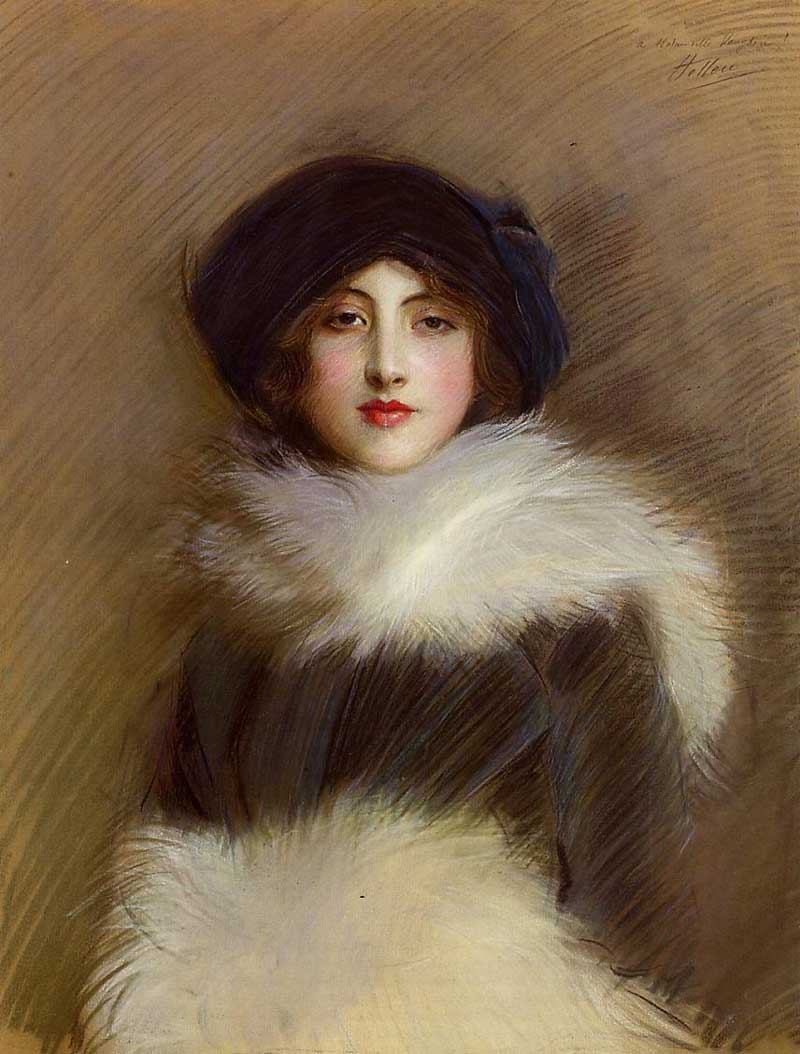
Mademoiselle Vaughan, pastel, 1905
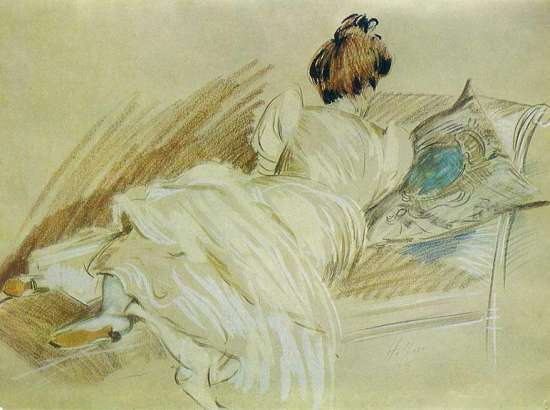
Al sofà, pastel, 1899
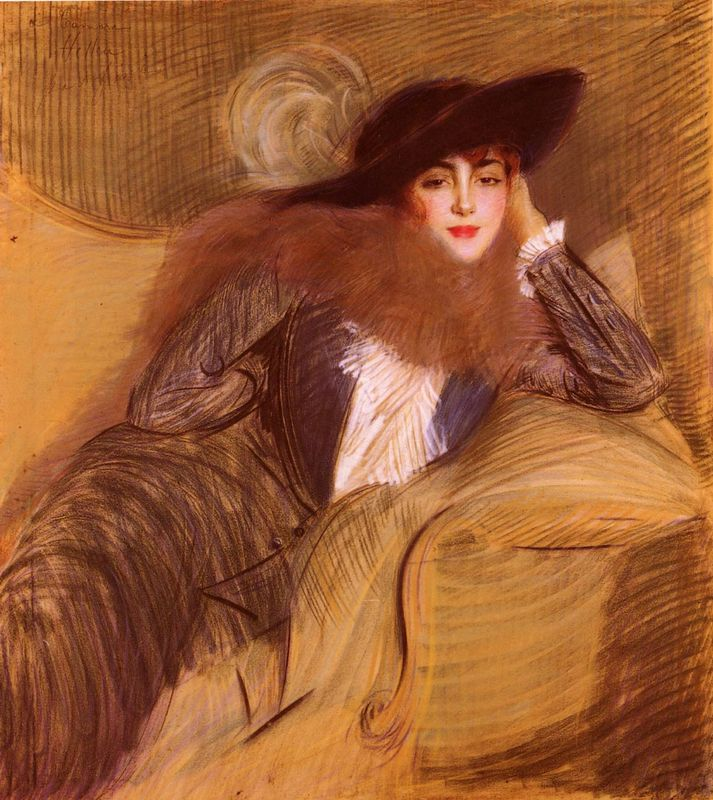
Camara, pastel, 1905
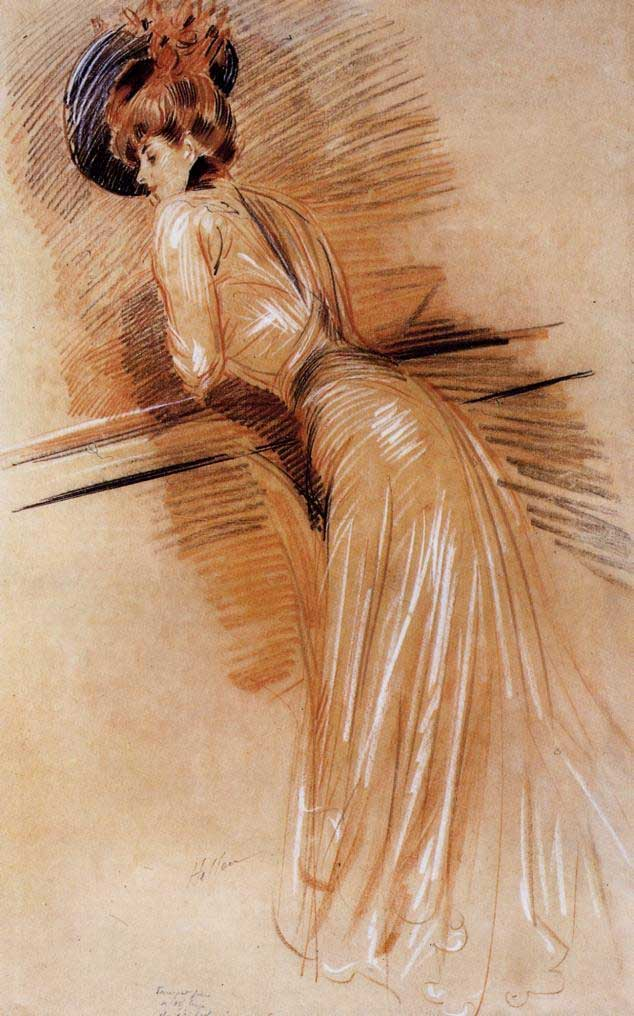
Dona elegant al Ferrocarril, pastel, 1905

## Estampes

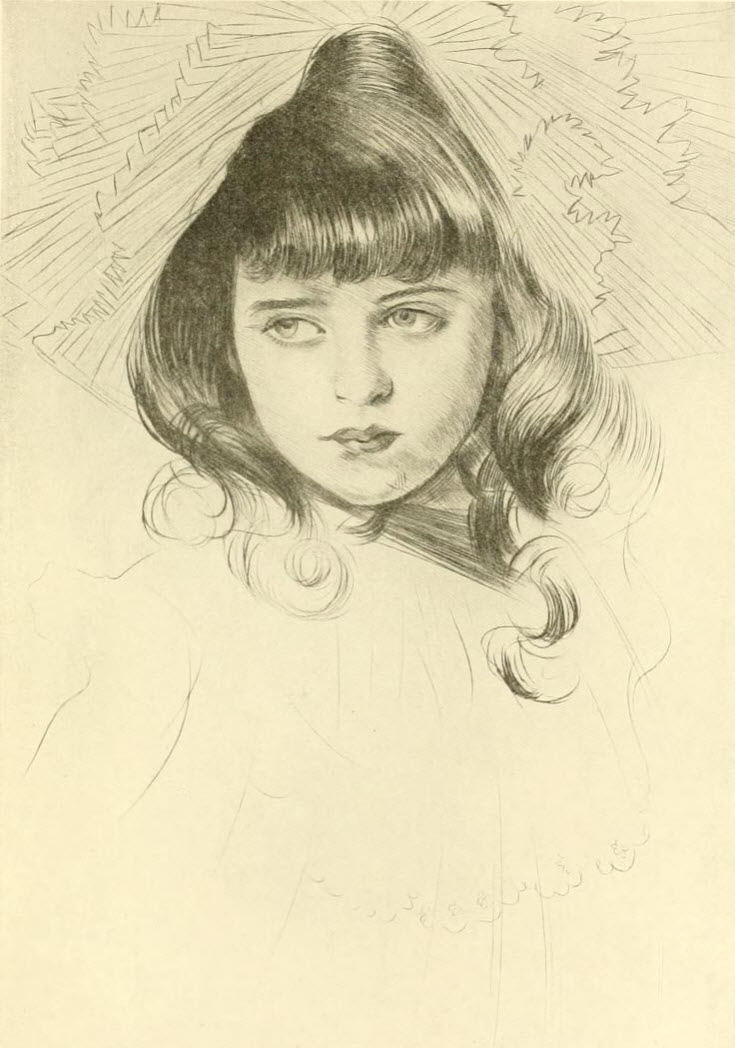
Le Chapeau Plissés, punta seca
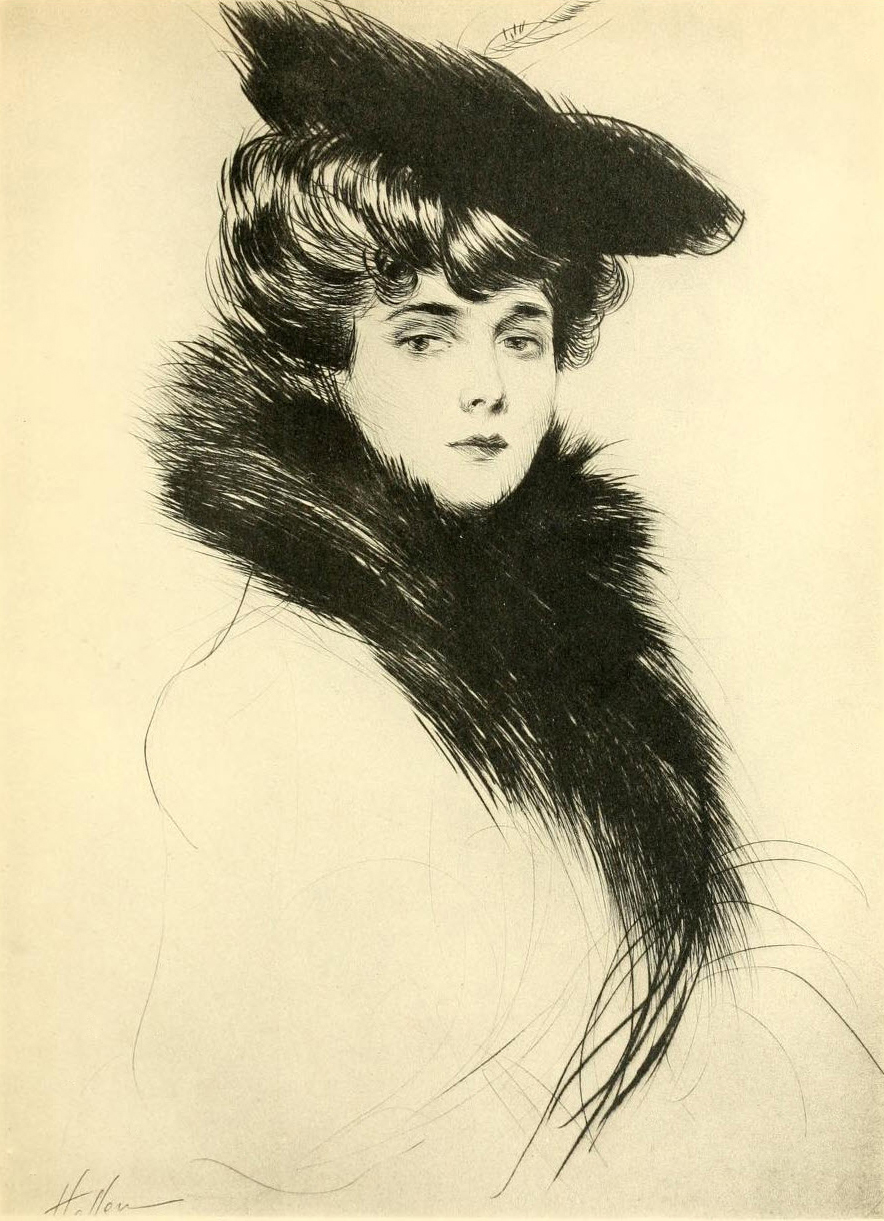
Madame Chéruit, punta seca
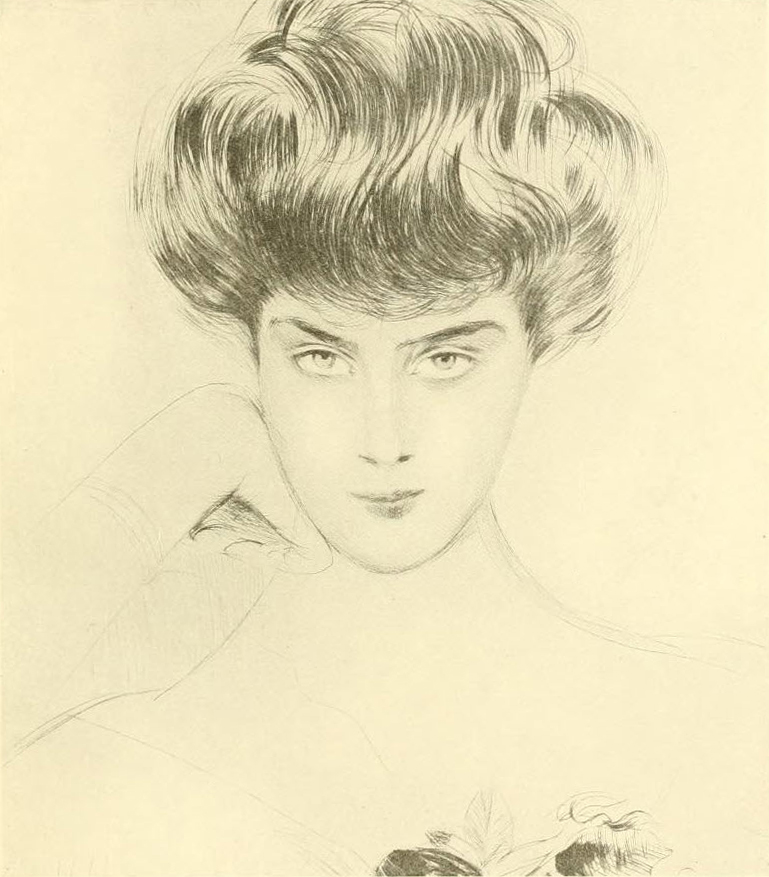
Le Esfinx, punta seca
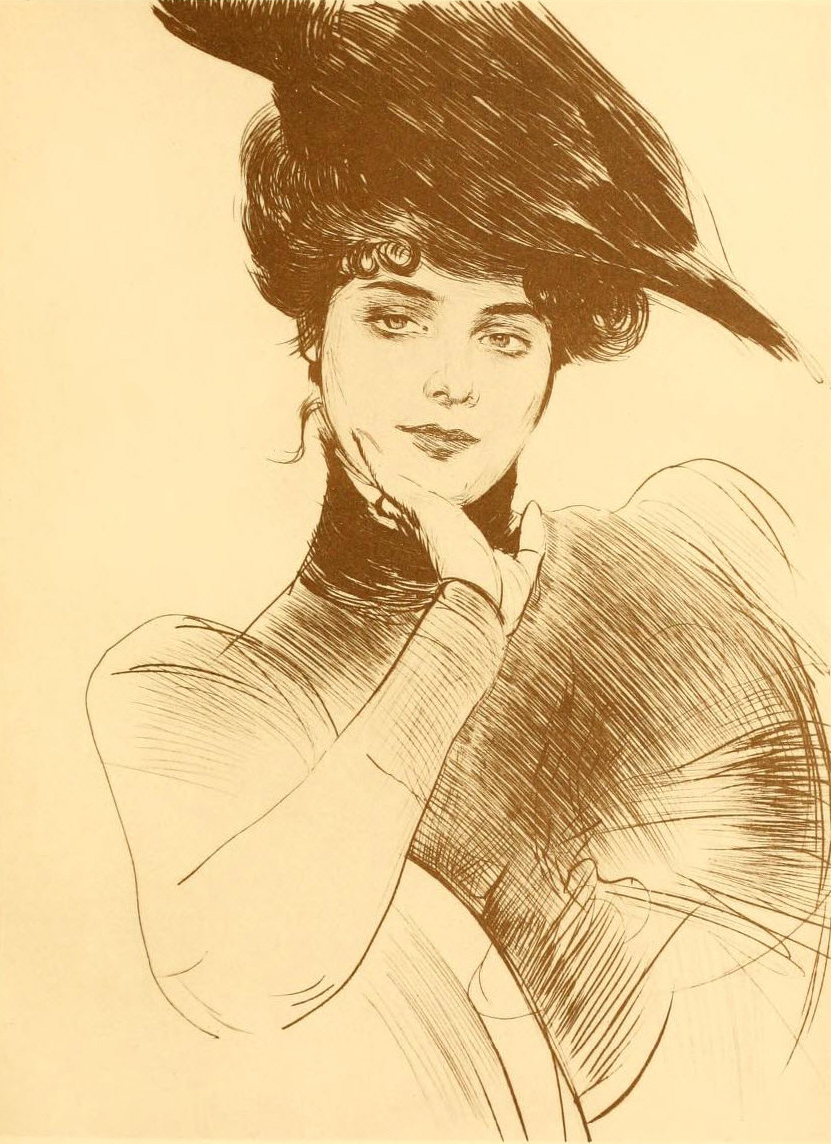
Étude d'après la même, punta seca
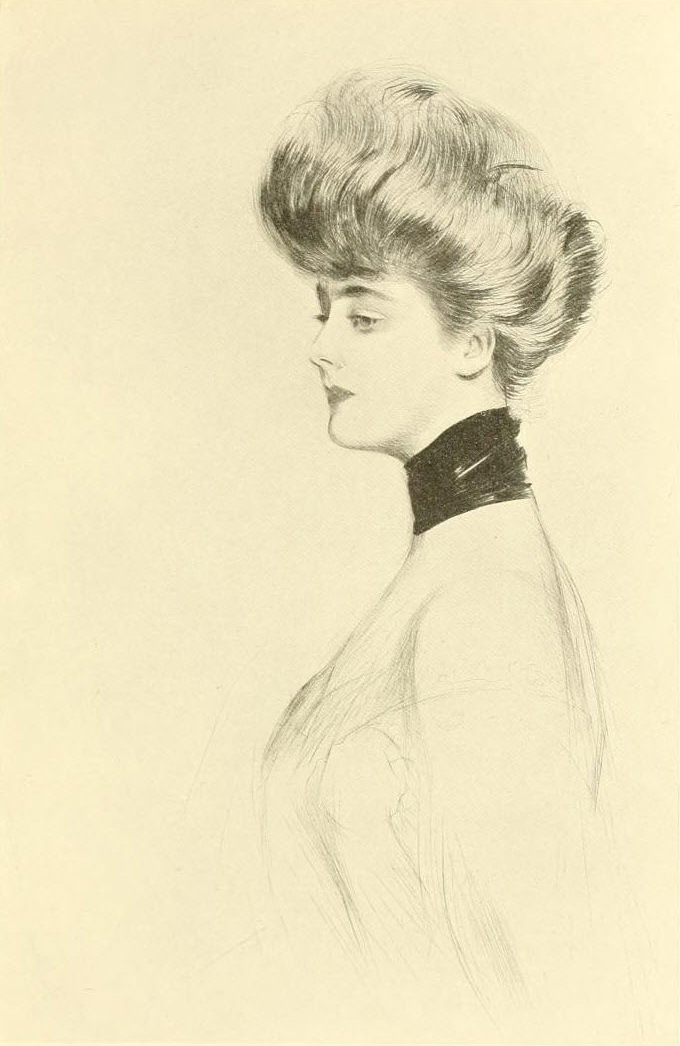
Madame Letellier, punta seca
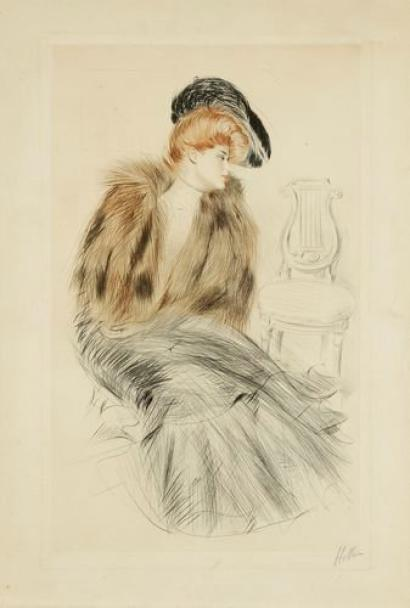
Dona elegant amb abric de pell. Punta seca, impressió en color

## Pintures a l'oli

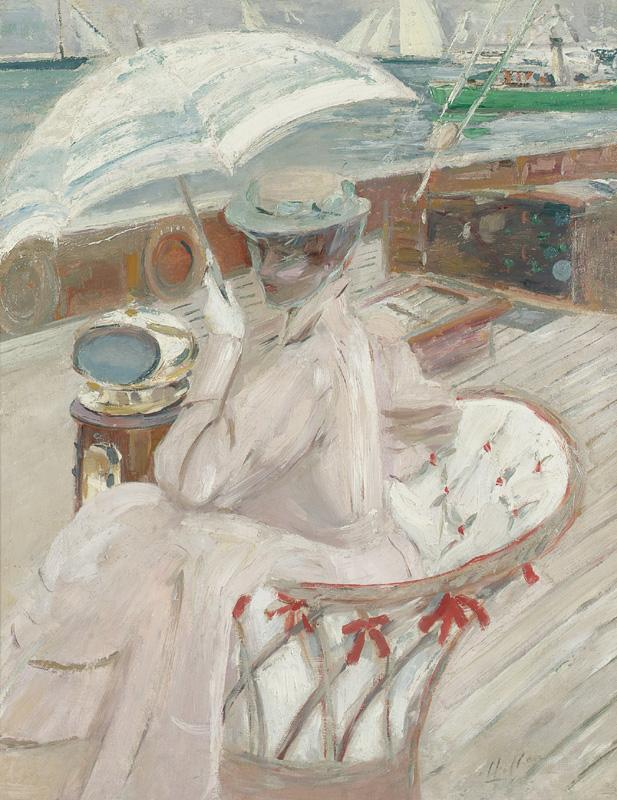
Madame Helleu al seu iot L'étoile, oli sobre tela, ca. 1898–1900
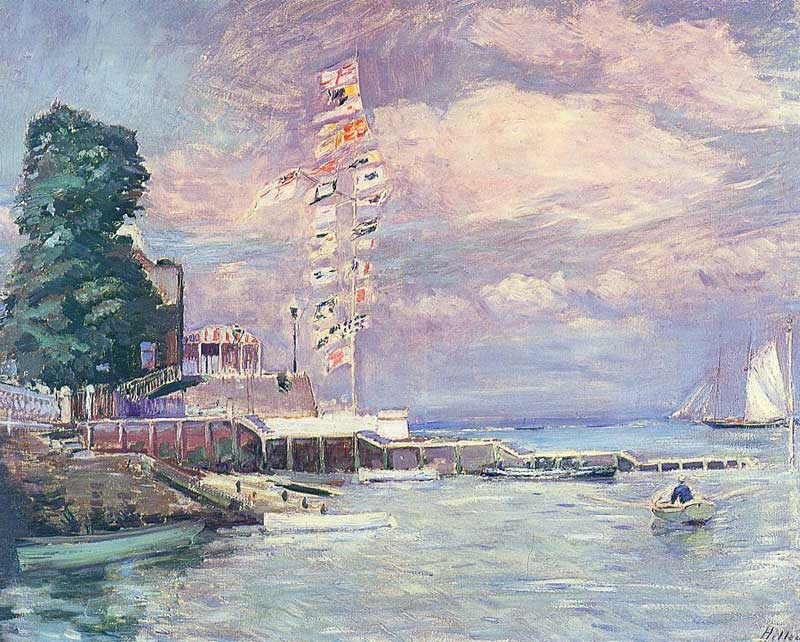
Le Grand Pavois, oli sobre tela, 1901
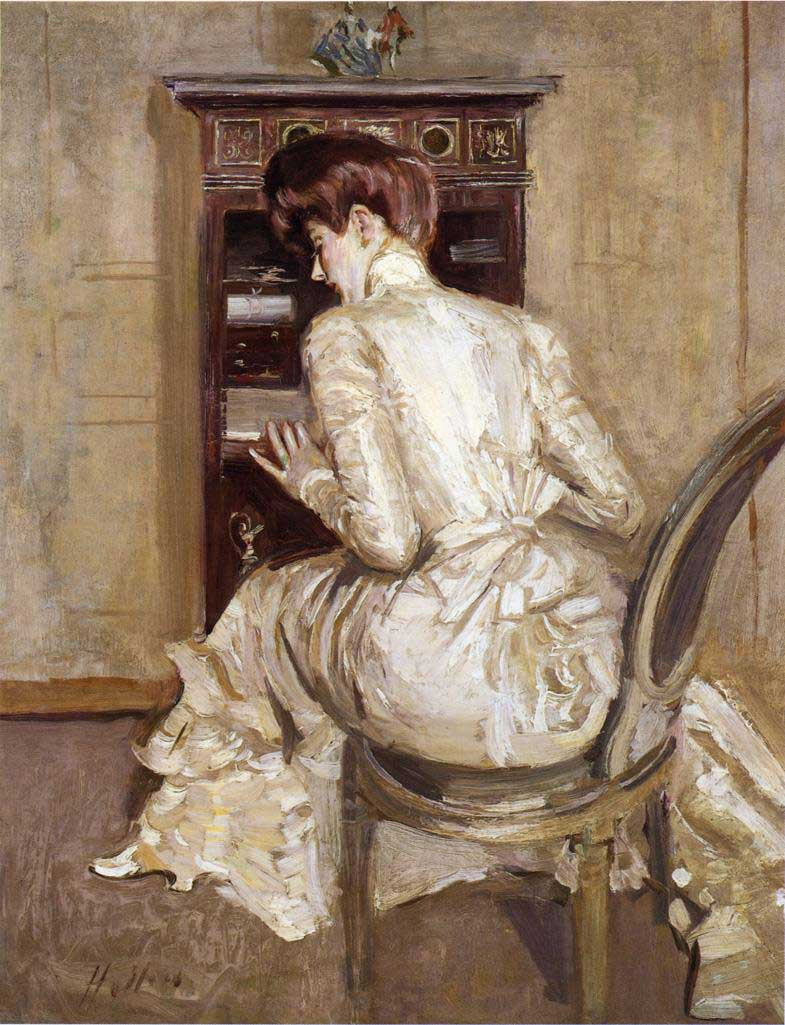
Madame Paul Helleu asseguda al seu secretari, oli sobre tela, 1900
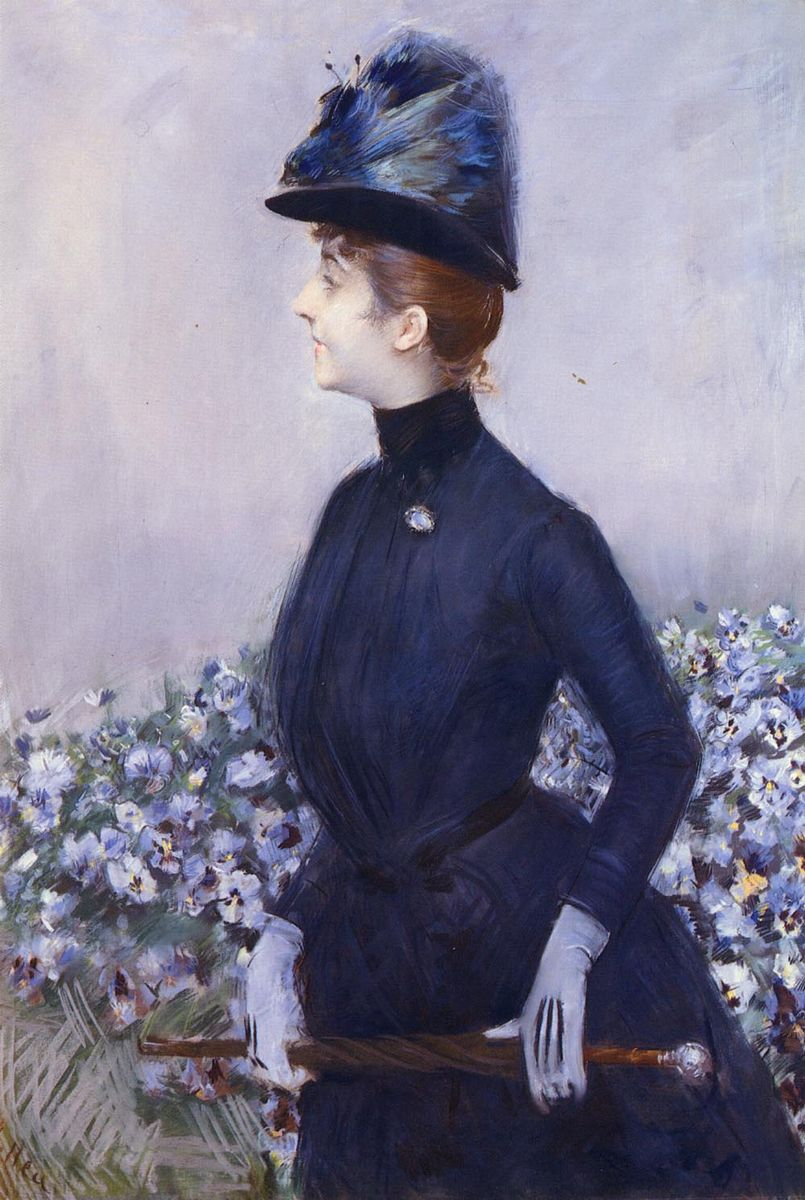
Dama amb flors, oli sobre tela, 1910
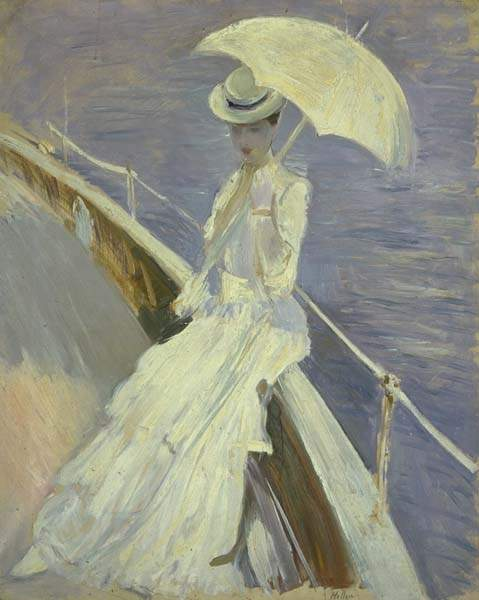
Dona de blanc (senyora Helleu), oli sobre tela, 1900

## Temes diversos

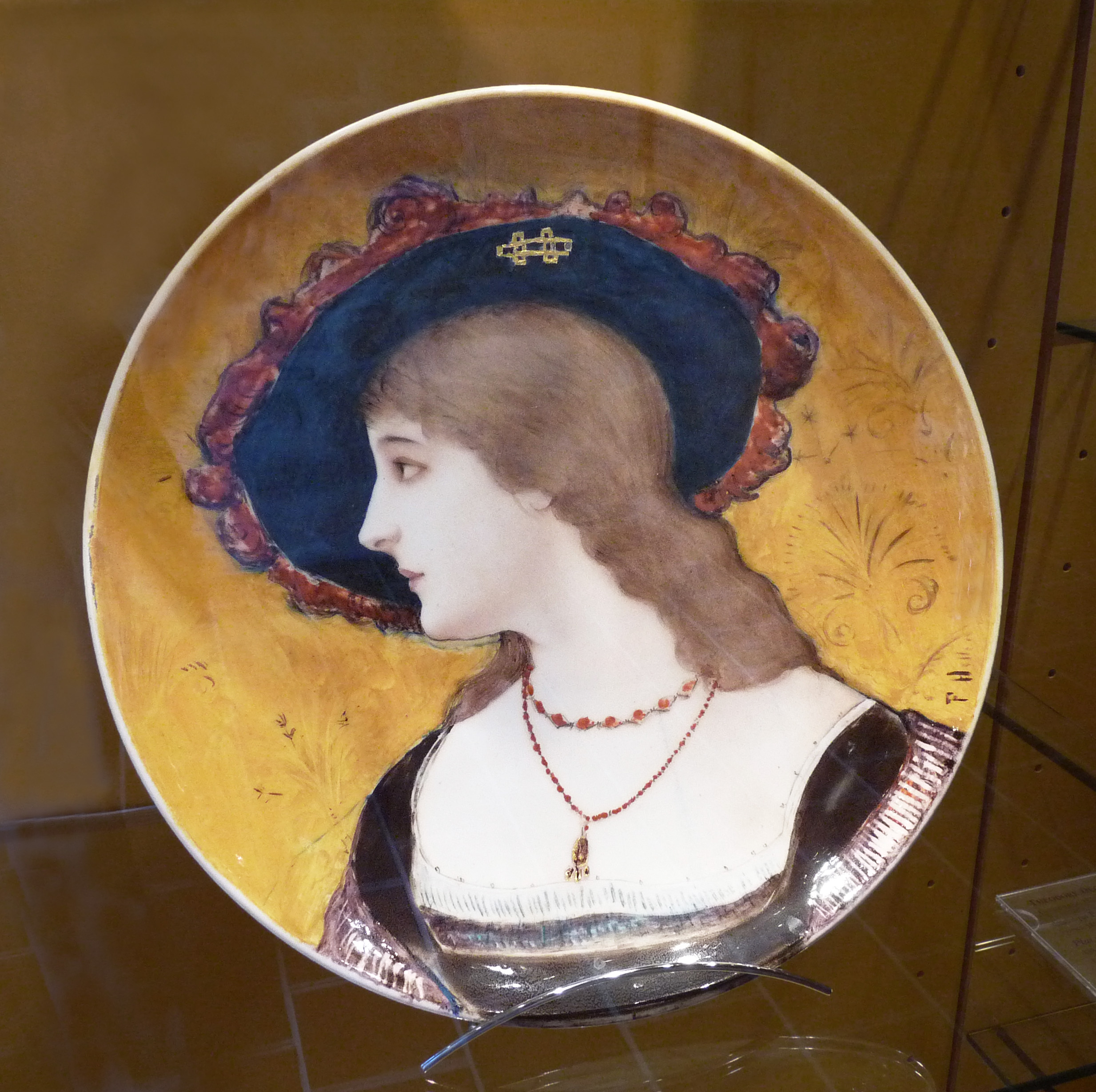
Théodore Deck decorada per Helleu, 1884, Museu Colmar
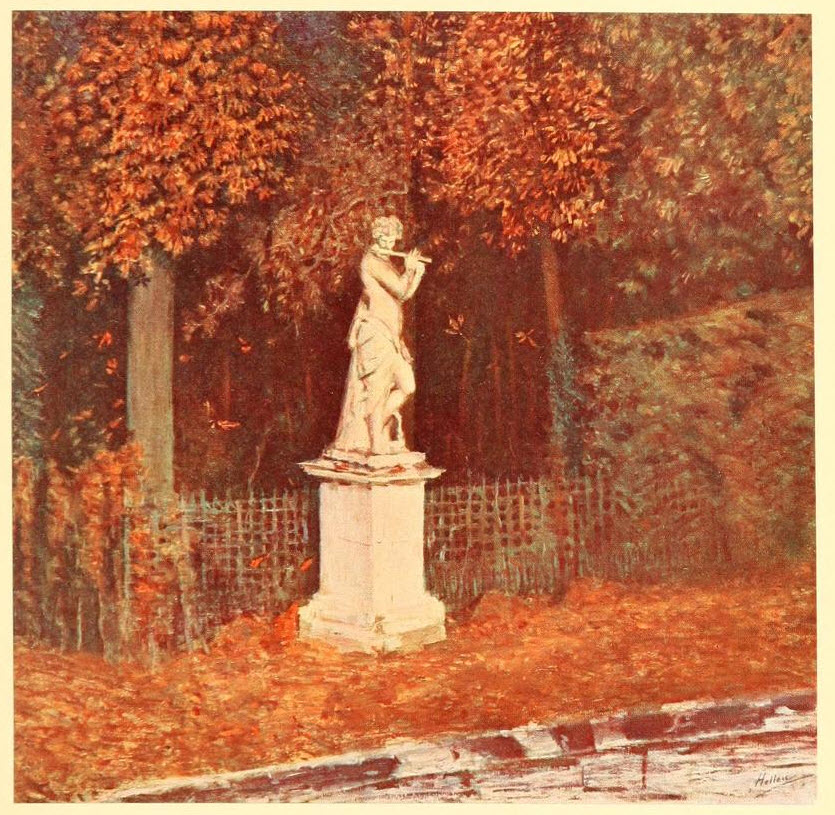
Le Joueur de flûte, impressió en color, 1895
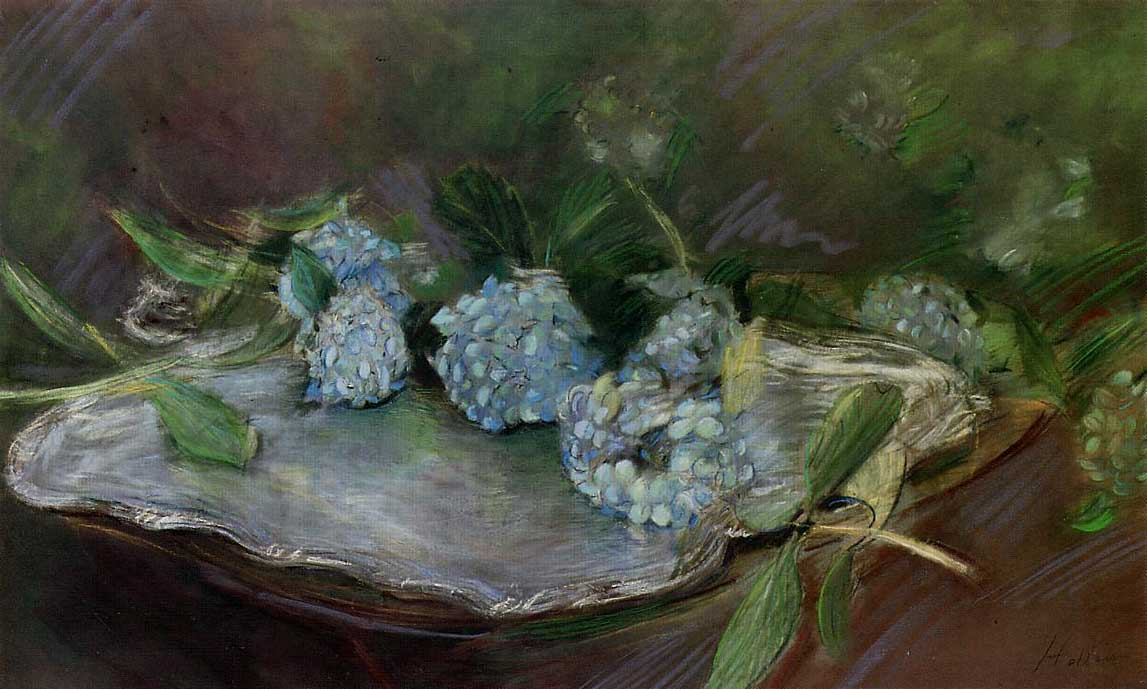
Hortènsies, pastel, 1911
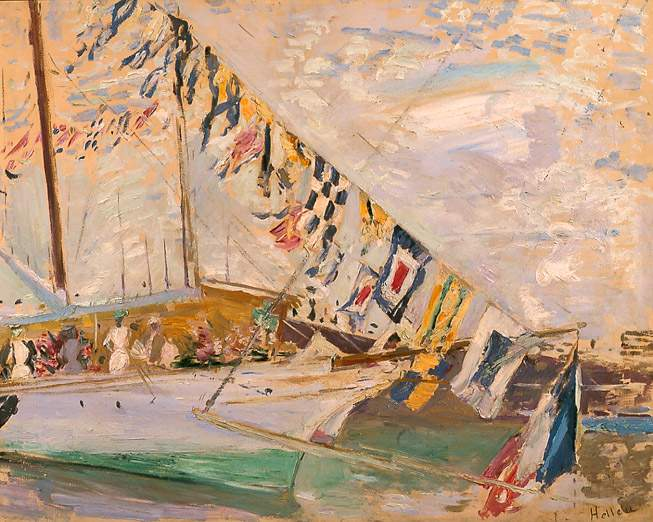
El iot L'étoile, oli sobre tela, 1903
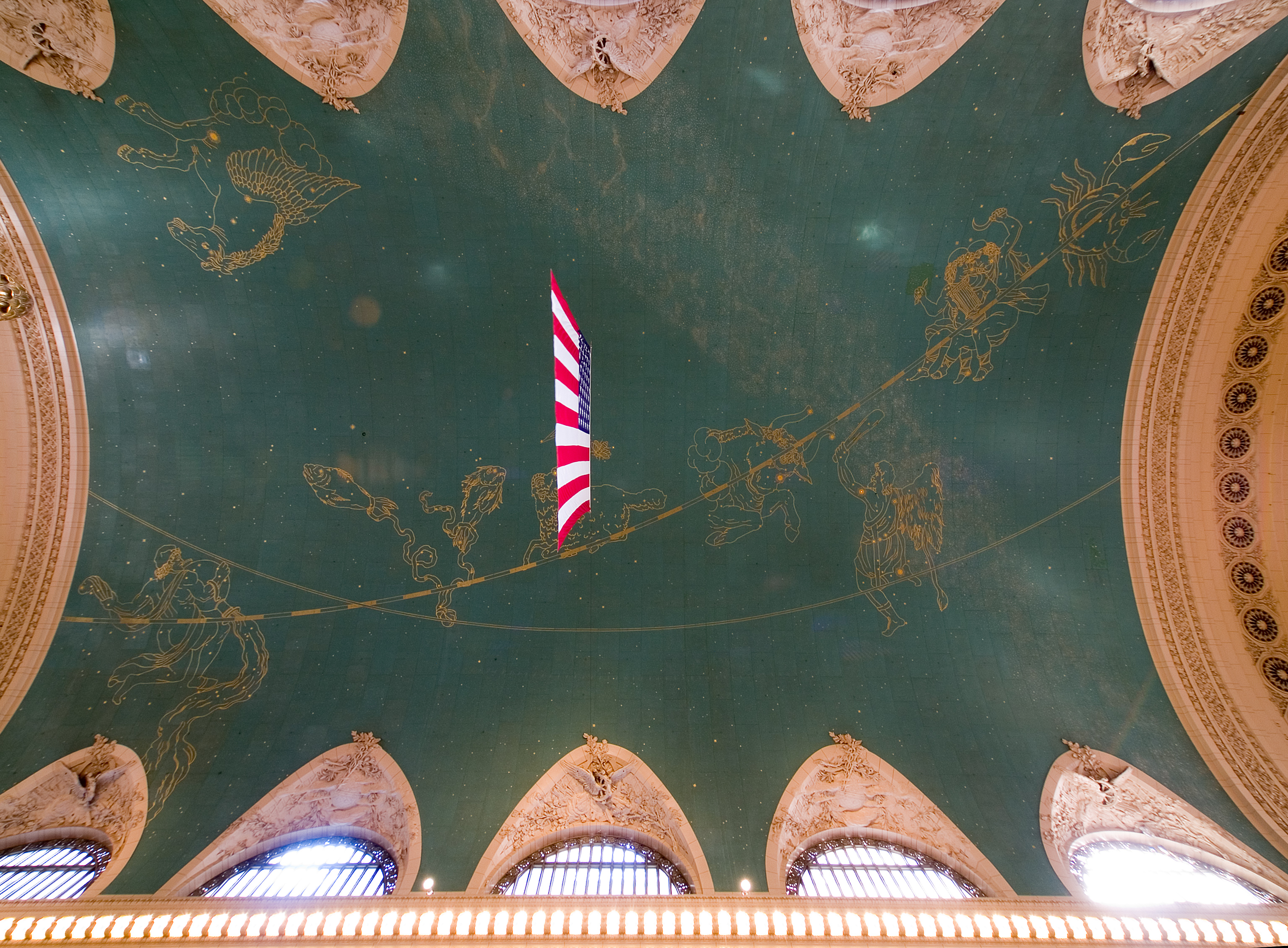
Sostre de la Grand Central Terminal a la ciutat de Nova York